# Phytocoris vau
Phytocoris vau är en insektsart som beskrevs av Van Duzee 1912. Phytocoris vau ingår i släktet Phytocoris och familjen ängsskinnbaggar. Inga underarter finns listade i Catalogue of Life.